# یولیا پوتینتسوا
 یولیا پوتینتسوا (روسی: Юлия Путинцева؛ زادهٔ ۷ ژانویهٔ ۱۹۹۵) یک تنیس‌باز اهل قزاقستان است.